# Хмелев (Козеницький повіт)
Хмелев (пол. Chmielew) — село в Польщі, у гміні Маґнушев Козеницького повіту Мазовецького воєводства.
Населення — 261 особа (2011).
У 1975-1998 роках село належало до Радомського воєводства.

## Демографія
Демографічна структура станом на 31 березня 2011 року:
|          | Загалом | Допрацездатний вік | Працездатний вік | Постпрацездатний вік |
| -------- | ------- | ------------------ | ---------------- | -------------------- |
| Чоловіки | 127     | 20                 | 90               | 17                   |
| Жінки    | 134     | 22                 | 83               | 29                   |
| Разом    | 261     | 42                 | 173              | 46                   |